# William Dean
William Dean (8 gennaio 1840 – 4 settembre 1905) è stato un ingegnere britannico, a capo dell'ufficio progettazioni  locomotive della Great Western Railway dal 1877 al 1902.
Tra le sue progettazioni le locomotive Duke Class e Bulldog Class. Sono di sua progettazione anche le cosiddette Dean Goods giunte in Italia a seguito della Seconda guerra mondiale e immatricolate come Gr.293 dalle Ferrovie dello Stato.